# Puig Moragues
El Puig Moragues és una muntanya de 34 metres que es troba al municipi de Bellcaire d'Empordà, a la comarca catalana del Baix Empordà.
El Puig es troba al nord de l'actual nucli urbà de Bellcaire. En la seva superfície es van trobar unes restes que han esdevingut jaciment arqueològic

## Jaciment de Mas Gusó o Puig Moragues
Està situat a la ratlla divisòria entre els municipis d'Albons i Bellcaire, gairebé tot dins aquest terme. És d'època ibèrica i romana, del segle VII aC fins al III dC.